# Julien Madon
Pour les articles homonymes, voir Madon (homonymie).
Julien Madon est un producteur de cinéma français né le 19 mars 1979.

## Biographie
Avant d’être producteur Julien Madon est avocat au barreau de Paris, diplômé en droit privé et droit bancaire et financier. Il a notamment exercé chez Gide (bureau de Paris et de Ho Chi Minh City).

## Filmographie (sélection)
- 2011 : L'Assaut de Julien Leclercq
- 2013 : Marius de Daniel Auteuil
- 2013 : Max de Stéphanie Murat
- 2014 : L'Affaire SK1 de Frédéric Tellier
- 2014 : Une rencontre de Lisa Azuelos
- 2013 : Fanny de Daniel Auteuil
- 2015 : Braqueurs de Julien Leclercq
- 2015 : Asphalte de Samuel Benchetrit
- 2015 : La Fille du patron d'Olivier Loustau
- 2017 : Chien de Samuel Benchetrit
- 2017 : Dalida de Lisa Azuelos
- 2018 : Budapest de Xavier Gens
- 2018 : Lukas de Julien Leclercq
- 2018 : Sauver ou Périr de Frédéric Tellier
- 2018 : MILF de Axelle Laffont
- 2018 : Bluebird (A Bluebird in My Heart) de Jérémie Guez
- 2020 : Tout nous sourit de Mélissa Drigeard
- 2020 : La Terre et le Sang de Julien Leclercq
- 2020 : Sons of Philadelphia (The Sound of Philadelphia) de Jérémie Guez
- 2021 : Cette musique ne joue pour personne de Samuel Benchetrit
- 2021 : Une affaire française (mini-série TV)
- 2021 : Goliath de Frédéric Tellier
- 2021 : Jours sauvages de David Lanzmann
- 2024 : Le Salaire de la peur de Julien Leclercq
- 2024 : Tigres et Hyènes de Jérémie Guez
- 2024 : Saint-Ex de Pablo Agüero

## Distinctions

### Nominations
- César 2016 : César du meilleur premier film pour L'Affaire SK1